# Filip Hološko
Filip Hološko (Pöstyén, 1984. január 17. –) szlovák válogatott labdarúgó, jelenleg az ausztrál élvonalban szereplő Sydney FC játékosa.

## Pályafutása

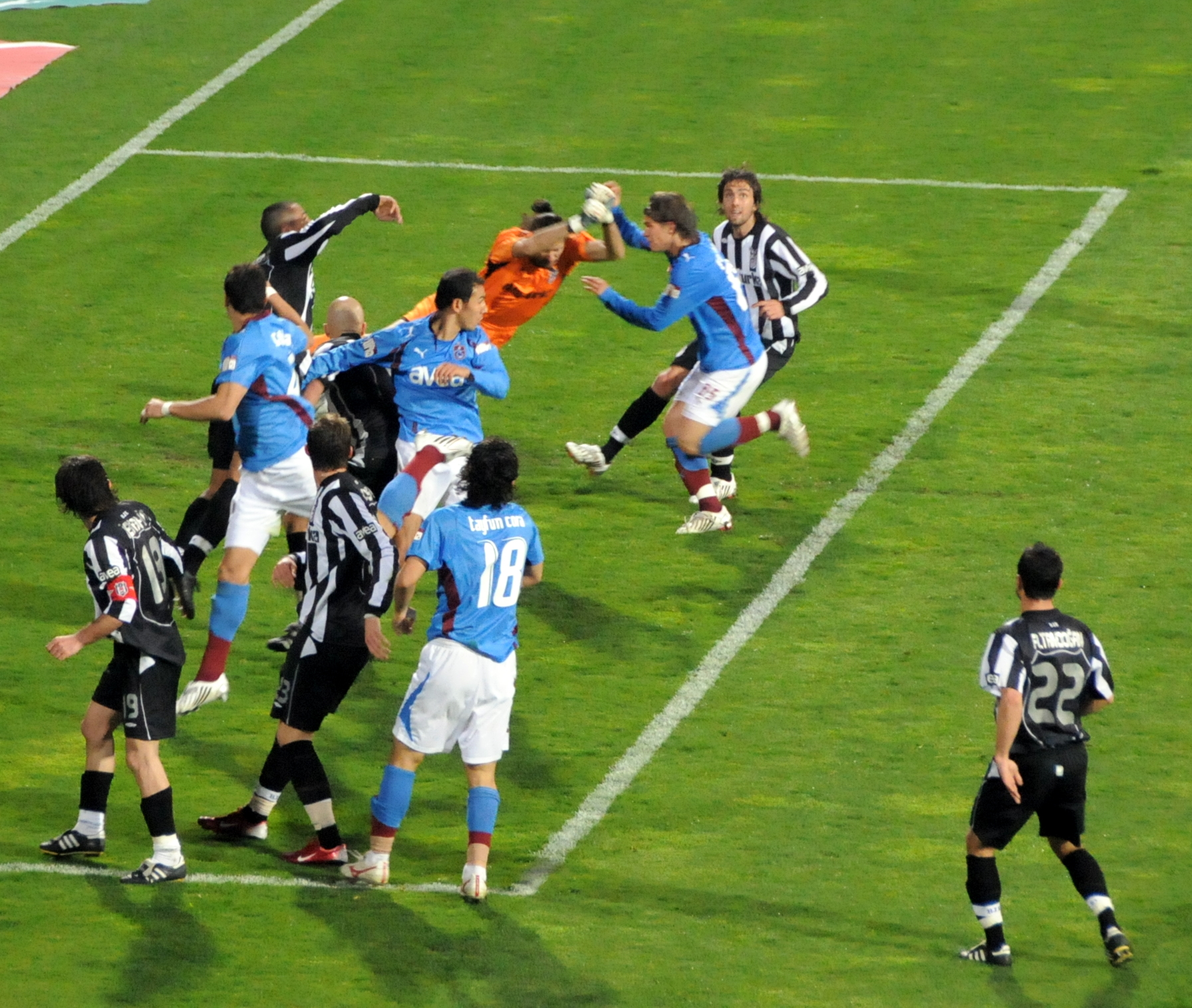
Egy Trabzonspor elleni meccsen

### Trencsén
Pályafutását szülővárosa csapatában az MFK Piešťany-ban kezdte. Innen került a Trenčín-hez, ahol a felnőtt csapatban egy mérkőzésen szerepelt.

### Liberec
2002-ben Csehországba a Slovan Liberec-hez igazolt. Itt három szezont töltött.

### Maniaspor
2006-ban a török Manisaspor szerződtette. Két szezon alatt összesen 65 alkalommal lépett pályára és 21 gólt szerzett.
Ez jó ajánlólevélnek bizonyult, ahhoz hogy egy nagyobb nevű klubba igazoljon.

### Besiktas
2008 nyarán a Beşiktaş-hoz írt alá, a klub 5 millió eurót, a veterán védőt Koray Avcit, illetve a fiatal tehetség Burak Yılmazt adta a Maniaspornak. 2009-ben a Fenerbahçe SK ellen átvette a labdát a saját térfelén, átfutott 5 Fener-játékos mellett és lőtt.

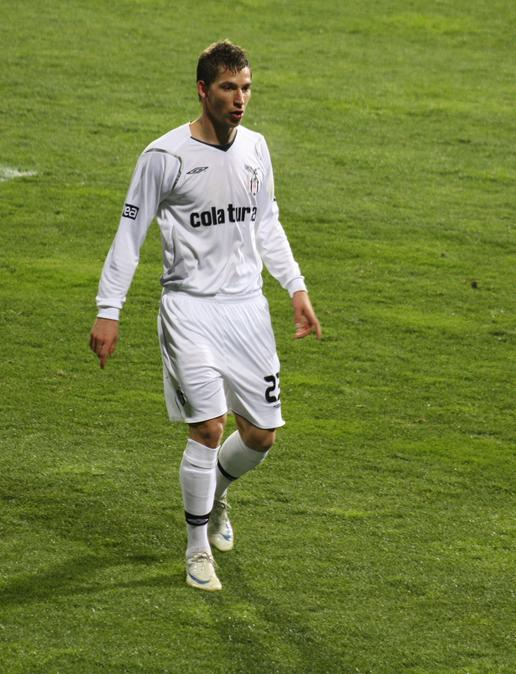
A Besiktasban egy Gençlerbirliği SK elleni meccsen

Ő a török kupadöntőben is gólt szerzett szintén a Fenerbahce ellen a 4-2-re megnyert meccsen. Ezután érdeklődött utána a Liverpool FC és a francia Paris Saint-Germain FC is. A CSZKA Moszkva elleni BL-meccsen 2-1-re kikaptak, és Hološkónak eltört a síncsontja.
2010-ben ő szerezte a Besiktas 100. gólját európai meccseken a PFK CSZKA Szofija ellen. Az Eskisehirspor ellen lábszárcsontját törte.
A 2010–11-es idényben kölcsönjátékosként az İstanbul BB csapatát erősítette.

### Válogatottban
A 2002-es U19-es labdarúgó-Európa-bajnokságon bronzérmet szerzett az U19-es csapat tagjaként, ennek köszönhetően egy évvel később a szlovák U20-as válogatottal pedig részt vett a 2003-as U20-as világbajnokságon. A felnőtt válogatottban 2005-ben debütált Németország ellen egy 2-0-ra megnyert barátságos meccsen. A spanyolok ellen az 51. percben lőtt gólt 2005-ben.
Tagja volt a 2010-es labdarúgó-világbajnokságon szereplő nemzeti csapat keretének. Az Új-Zéland ellen 1-1-re végződő meccsen a 81. percben állt be. A második meccsen Paraguay ellen a 70. percben állt be. Az Olasz labdarúgó-válogatott elleni, és a Holland labdarúgó-válogatott elleni meccseken nem játszott. 2010. szeptember 6-án az utolsó percben szerzett győztes gólt Marek Hamšík passza után Macedónia ellen. 2012-ben Csehország ellen játszottak idegenben, és 0-3-ra nyertek. A 76. percben állt be.

## Magánélet

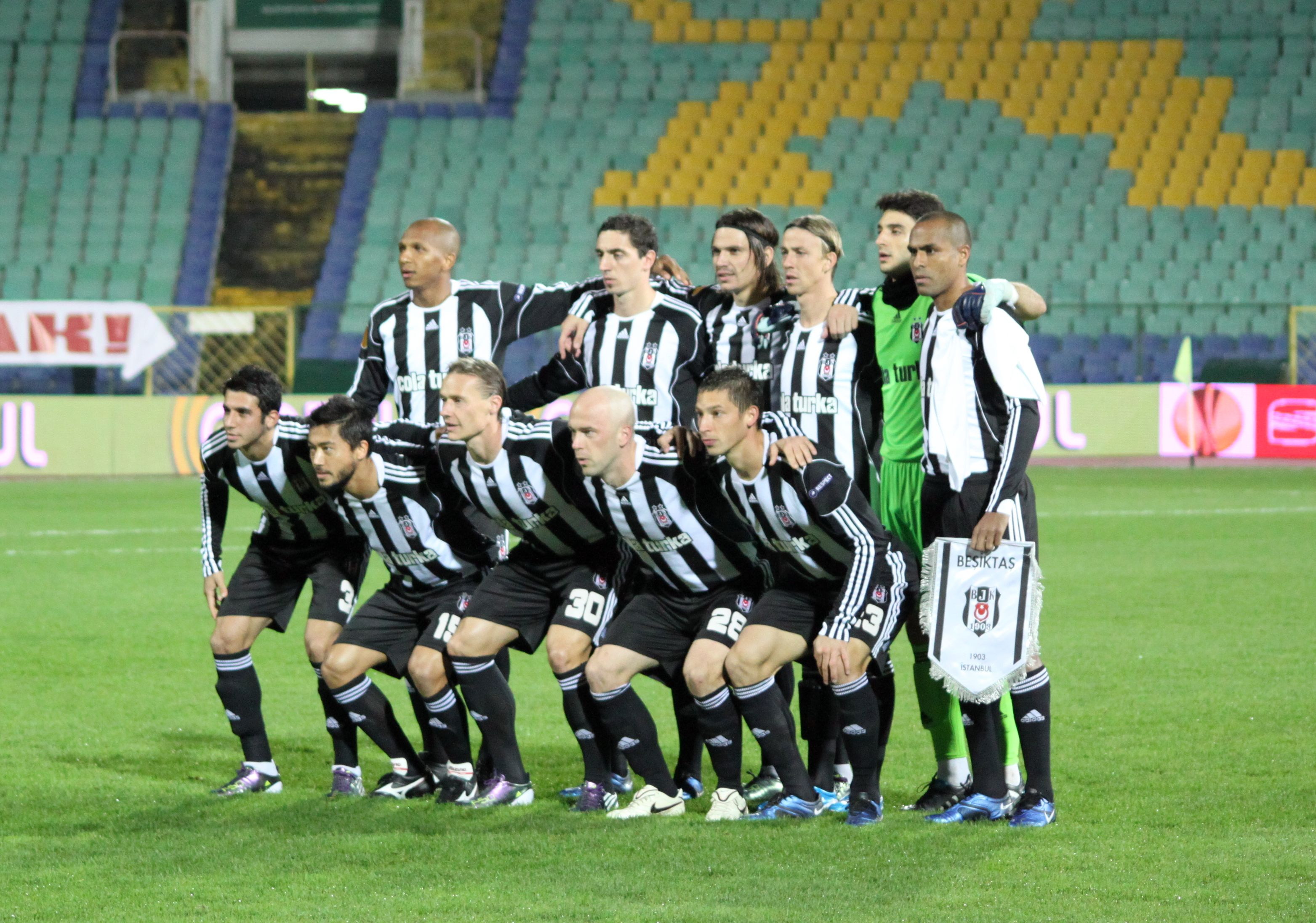
A Besiktasban, alsó sorban a jobb oldalon

Hološko felesége Adelka, lányuk Sophie. Példaképe Thierry Henry.

## Meccsei

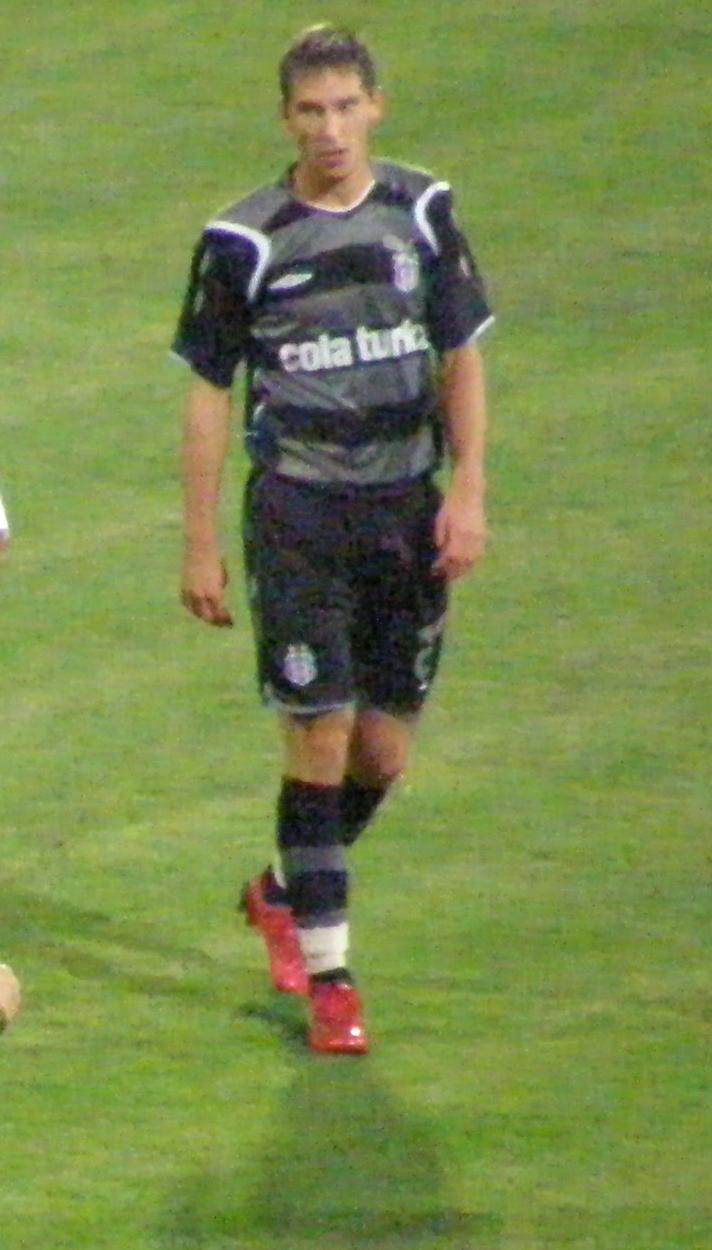
2008-ban

- Szlovákia-Spanyolország 1-1
- Szlovákia-Belgium 1-1
- Szlovákia-San Marino 7-0
- San Marino-Szlovákia 0-5
- Észak-Írország-Szlovákia 0-2
- Szlovákia-Macedónia 1-0
- Szlovákia-Dánia 1-2
- Besiktas-Bedelyespor 3-1
- Szlovákia-Németország 2-0
- Csehország-Szlovákia 0-3
- Szlovákia-Új-Zéland 1-1
- Szlovákia-Paraguay 0-2
- Slovan Liberec-SK Slavia Praha 1-0
- Hollandia-Szlovákia 2-1
- Besiktas-Denizlispor 2-1
- Besiktas-Eskişehirspor 0-2
- Besiktas-Sikori Brijeg 6-1
- Besiktas-FK Metaliszt Harkiv 4-2
- Szlovákia-Panama 1-0
- Burkina Faso-Szlovákia 1-0
- Egyesült Arab Emirátusok-Szlovákia 1-4
- Szlovákia-Görögország 0-1
- Szlovákia-Litvánia 2-1
- Szlovákia-Csehország 2-2
- Szlovénia-Szlovákia 2-1
- Spanyolország-Szlovákia 5-1
- Szlovákia-Oroszország 0-0
- Szlovákia-Észtország 1-0
- Litvánia-Szlovákia 1-1
- Konyaspor-Besiktas 1-2

## Sikerei, díjai
Beşiktaş
- Süper Lig győztes: 2008–09
- Török-kupagyőztes: 2008–09, 2010–11

Szlovákia U19
- U19-es labdarúgó-Európa-bajnokság: harmadik hely; 2002

Slovan Liberec
- Cseh bajnok 2002,2006

Szlovákia U20
- Résztvevő, FIFA U20-vb 2003

Szlovákia
- Résztvevő, vb 2010